# کائونا (لوچانی)
کائونا (به صربی: Kaona) یک منطقهٔ مسکونی در صربستان است که در لوچانی واقع شده‌است. کائونا ۲۳٫۷۰ کیلومتر مربع مساحت و ۳۸۴ نفر جمعیت دارد و ۵۵۱ متر بالاتر از سطح دریا واقع شده‌است.